# تپه قنات
تپه قنات مربوط به دوره اشکانیان است و در شهرستان خرم‌آباد، بخش چغلوندی، دهستان بیرانوند جنوبی، روستای سرگول نمک واقع شده و این اثر در تاریخ ۲۸ اسفند ۱۳۸۵ با شمارهٔ ثبت ۱۸۵۳۴ به‌عنوان یکی از آثار ملی ایران به ثبت رسیده است.